# Euphonia chrysopasta
Az Euphonia chrysopasta a madarak osztályának verébalakúak (Passeriformes) rendjébe és a pintyfélék (Fringillidae) családjába tartozó faj.

## Rendszerezése
A fajt Philip Lutley Sclater  és Osbert Salvin írták le 1869-ben.

## Alfaji
- Euphonia chrysopasta chrysopasta P. L. Sclater & Salvin, 1869
- Euphonia chrysopasta nitida (T. E. Penard, 1923)[2]

## Előfordulása
Bolívia, Brazília, Ecuador, Francia Guyana, Kolumbia, Peru, Suriname és Venezuela területén honos. Természetes élőhelyei a szubtrópusi vagy trópusi síkvidéki esőerdők és mocsári erdők, valamint ültetvények. Állandó, nem vonuló faj.

## Megjelenése
Testhossza 10 centiméter.

## Természetvédelmi helyzete
Az elterjedési területe rendkívül nagy, egyedszáma ugyan csökken, de még nem éri el a kritikus szintet. A Természetvédelmi Világszövetség Vörös listáján nem fenyegetett fajként szerepel.